# Glossosoma uogalanum
Glossosoma uogalanum är en nattsländeart som beskrevs av Kobayashi 1982. Glossosoma uogalanum ingår i släktet Glossosoma och familjen stenhusnattsländor. Inga underarter finns listade i Catalogue of Life.